# Волян Василь

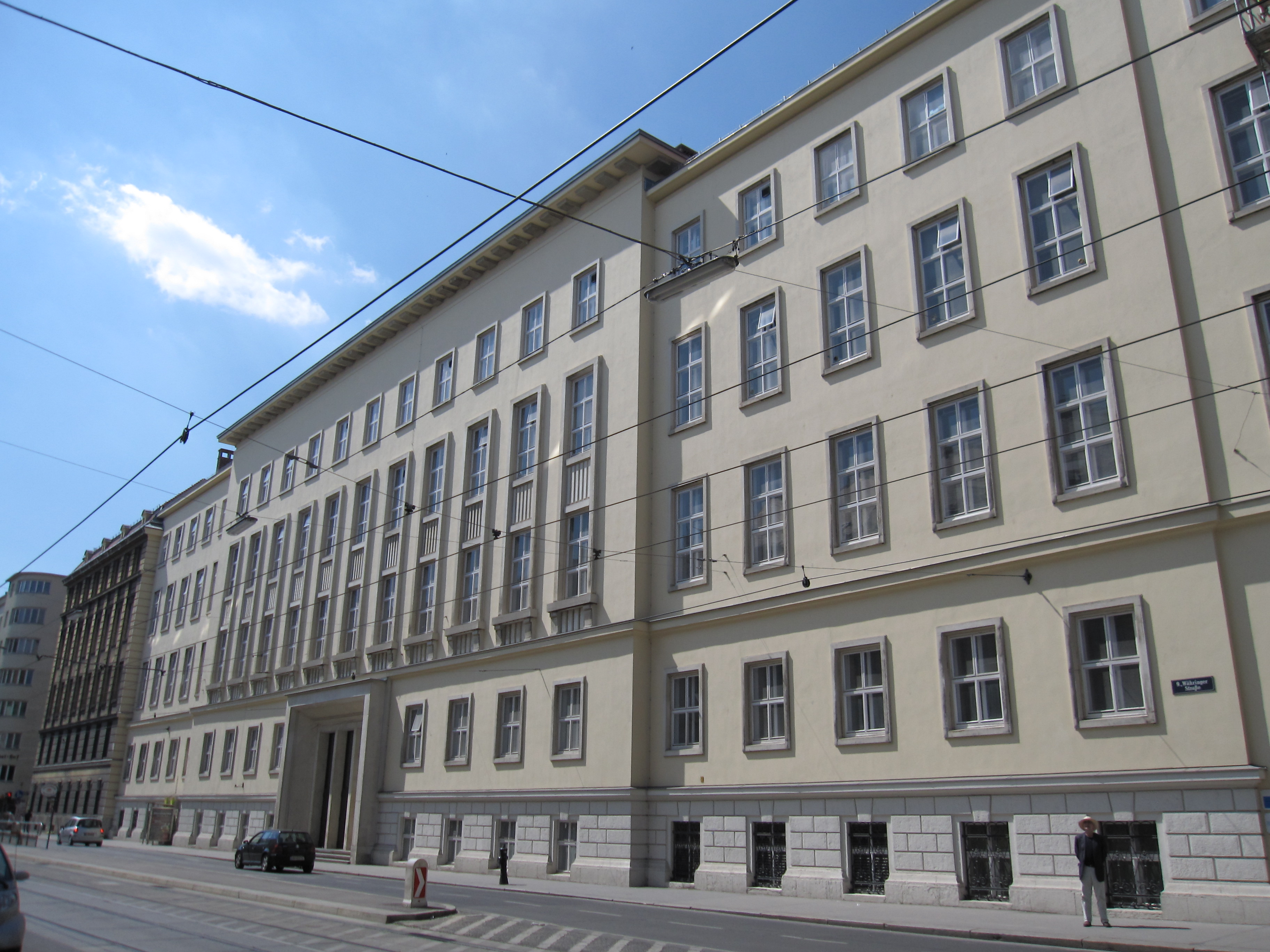
Віденський медичний університет

Василь фон Волян (нім. Basil von Wolan) 1 березня 1827, Ніновичі — 28 жовтня 1899, Відень) — лікар, громадський та політичний діяч Буковини.

## Біографія
Народився 1 березня 1827 року в с. Ніновичі (Перемиський округ, Королівство Галичини і Володимирії, Австрійська імперія) в родині теслі Олексія Воляна. Закінчивши в 1847 р. Перемишльську гімназію вступив на медичний факультет Віденського університету, де в 1849—1856 рр. здобув медичну освіту і в 1856 р. — докторський ступінь. Навчався за кошти українських меценатів отців Івана Снігурського та Григорія Яхимовича.

У Чернівцях з 1866 року. Був одружений з рідною тіткою Миколи фон Василька. На останнього Василь фон Волян мав чималий уплив, завдяки чому переконав долучитися до «українського табору» [1].

## Медична діяльність
Надзвичайно успішно Василь Волян працював у галузі медицини. Самостійну лікарську практику розпочав 1857-го року у місті Бартфельді, де за 10 років роботи удостоївся звання почесного громадянина [3].

28 серпня 1866 року доктора Воляна призначили лікарем у Чернівці. У складних умовах роботи він зарекомендував себе як найкраще. В середині 1880-их роках взяв активну участь у будівництві крайового шпиталю у Чернівцях. А з 1886 до 1899 був його головним лікарем.

З 1866 до 1886, не полишаючи лікувальної справи, Василь Волян працював судовим лікарем. З 1870 року — перебував у складі крайової санітарної ради, а з 1875-го — екстраординарний професор судової медицини в університеті Чернівців. Крім того, у 1880–1888 р.р. — президент Буковинської лікарської палати.

## Громадсько-політична діяльність
Поряд з медичною практикою доктор Волян активно займався громадським життям міста і краю. У 1885—1893 рр. був депутатом Чернівецької міської ради. Як відома і шанована особистість, входив до складу суду присяжних у Чернівцях.

Був членом Руської Ради, «спомагаючим членом» українського студентського товариства «Союз», що існувало з 1875 року (було закрито в 1922 році під час румунської окупації краю).

Вперше послом Буковинського крайового сейму (де був у 1890—1892 рр. заступником крайового маршалка) доктора Воляна було обрано (разом з Єротеєм Пігуляком та Іваном Тимінським) 1890-го від народовців. Проте, на думку дослідників Василь Волян народовцем насправді не був. З цього приводу дослідник національних рухів на Буковині Олександр Добржанський зазначає [1]:
|  | …останній (В. Волян) за переконаннями народовцем не був ніколи. Йому йшов 63 рік, і він більшість свого життя політикою не займався. Народовці підтримали кандидатуру В. Воляна з тактичних міркувань, враховуючи, що він як відомий лікар, директор крайової лікарні мав чималий авторитет на Буковині… |

Доктор Волян у наступному скликанні Буковинського крайового сейму був обраний до Крайового виділу (1894—1899).

1890-го року Василя Воляна призначили послом у Відні. У 1891 році він уже переміг на виборах до Райхсрату від 2-го буковинського округу (сільські громади судових округів Вижниця, Вашківці-на-Черемоші, Путила, Станівці, Кіцмань і Заставна). Доктор Волян став першим буковинським українцем у нижній палаті австрійського парламенту з часів обрання Юрія Турецького (1861). Проте його подальша політична діяльність була суперечливою. Як і інші українські депутати від Буковини він ще не мав чітко визначеної політичної лінії поводження в парламенті. В. Волян увійшов до парламентського клубу автономістів Гогенварта, до якого належали і румуни. Цей клуб об'єднався з польсько-німецькою проурядовою коаліцією, яка не допускала впровадження виборчої реформи на демократичних засадах, розширення прав окремих націй [5]. У зв'язку з цим протистояння з народовцями стали неминучими. Незважаючи на це доктор Волян 1892-го року ще зміг перемогти на виборах до Буковинського сейму по Чернівецькому сільському виборчому округу [1].

Остаточно визначитися зі своїми політичними поглядами Василь Волян не зміг до кінця свого життя.

Після відходу від народовського табору Івана Тимінського, покинув його і Василь Волян, очоливши консервативный «Русский клуб», який співпрацював із румунськими політичними діячами. У 1893 році став учасником наради консервативних русинів, які створили на Буковині політичне товариство Народная Рада. У 1896 р. його формальним головою був В.Волян. Вибори до сейму 1897 р. виявилися останніми для доктора Воляна, за станом здоров'я він відмовився від участі в них у 1898 році.

В останні роки життя працював над створенням політичної організації представників радикального москвофільства, однак справа не закінчилася успіхом. Хвороба не дозволила йому продовжити бурхливу діяльність. У грудні 1898 р., у місцевій українській газеті «Буковина» було надруковано [1]:
|  | …доктор Волян, колишній посол сойму і посол до ради державної занедужав від кількох днів серіознійше… |

Помер доктор Василь фон Волян у Відні 28 жовтня 1899 року. Тіло його було перевезене до Чернівців, де, після панахиди у греко-католицькій церкві поховане на Центральному (Руському) цвинтарі. Звістка про його смерть дійшла навіть до Великої Британії (у тамтешньому медичному журналі було надруковано скорботне повідомлення), що свідчить про неабиякий авторитет і славу Василя Воляна в медичних колах того часу не лише в Австрії, а й далеко за її межами.

## Літературний доробок
- Волян В. Начальное основание рослиннословія про нижшіи гімназіа а нижшіи реальніи школыв ц.к. Австрійской державі. — Відень, 1854.
- Російсько-український геологічний словник / уклад.: Вовченко Р., Матковський О., Бохорська Л., Полубічко О. — Львів: ЛНУ імені Івана Франка, 2011 (у цьому виданні також відображений доробок В.Воляна).

## Вшанування, нагороди

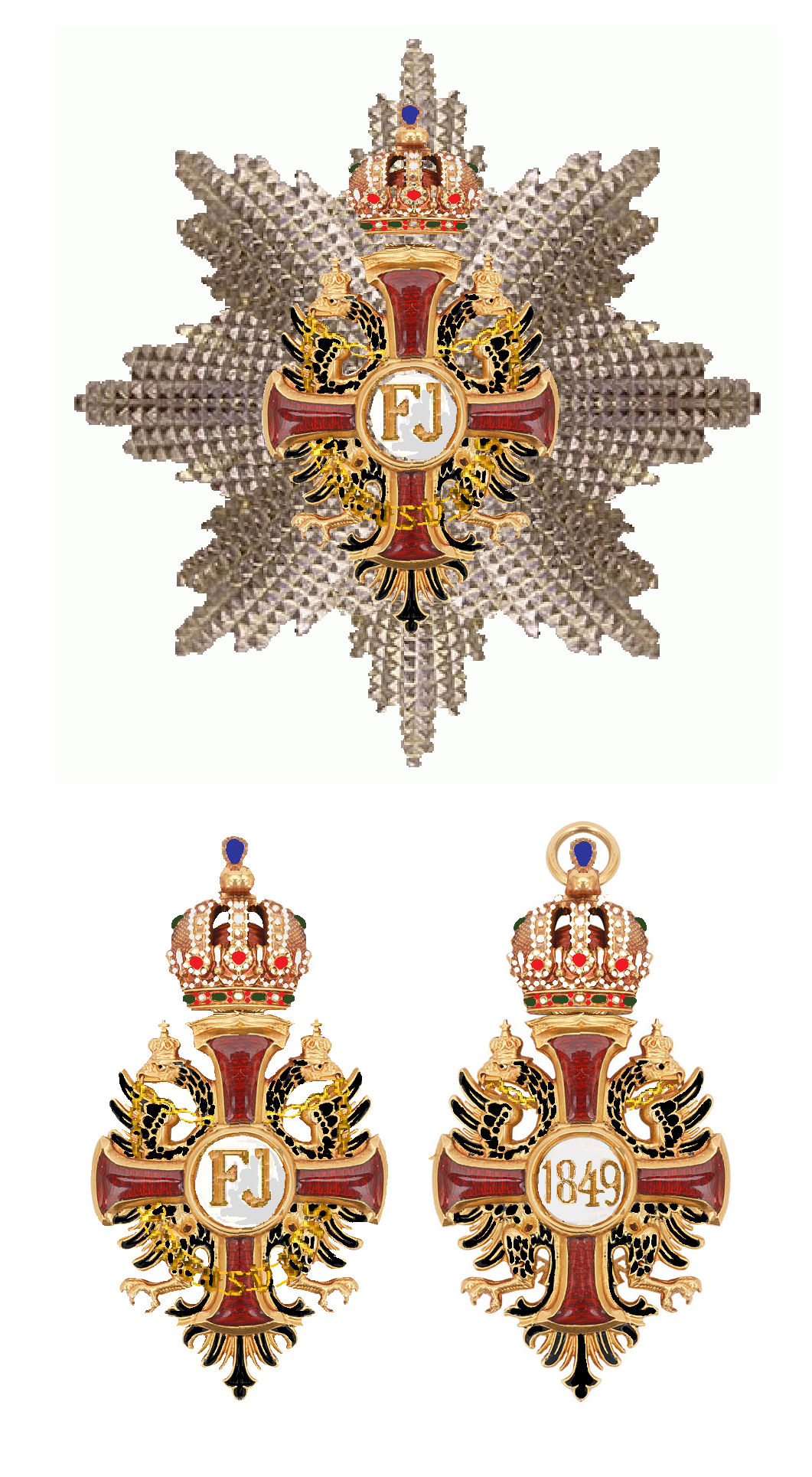
орден «Лицарський Хрест Франца Йосифа І» (Орден Франца Йосифа, Австро-Угорська імперія)
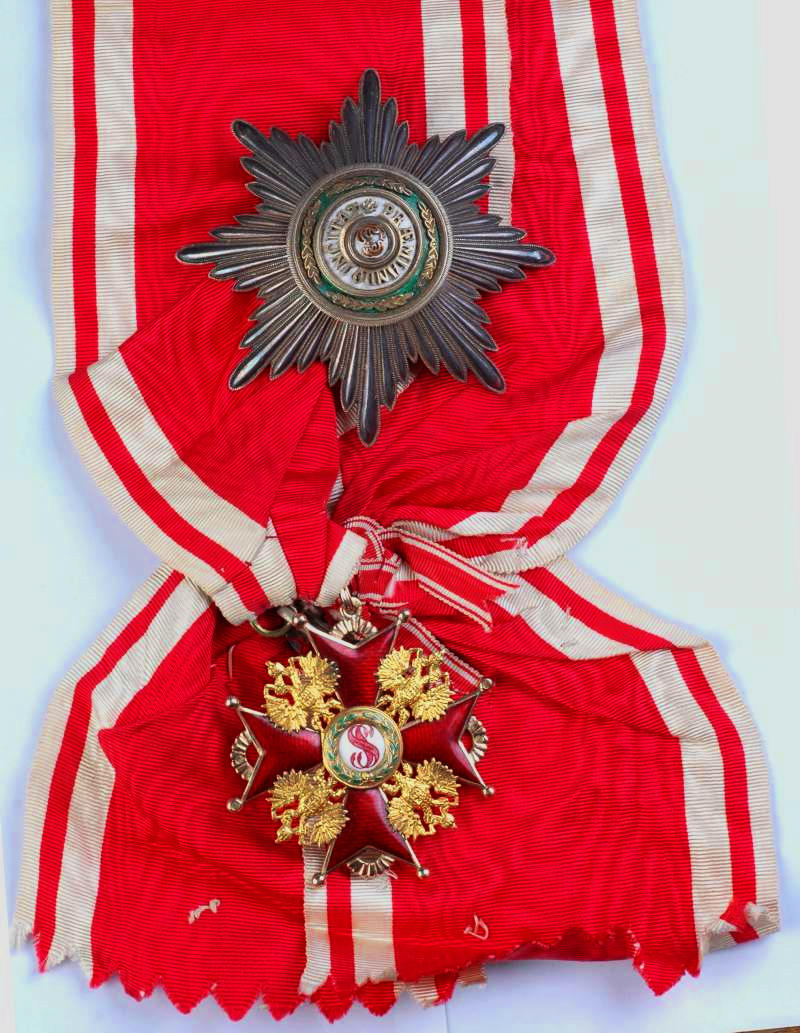
орден «Св. Станіслава» (Російська імперія)
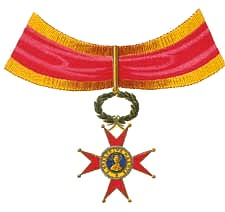
орден Папи Римського «Св. Григорія Великого»

- Був нагороджений «Великою золотою медаллю цісаря Франца Йосифа І „За мистецтво і науку“».
- 27 жовтня 1900 року у Чернівецькому крайовому шпиталі йому було встановлено бронзовий бюст. На жаль до наших днів він не зберігся.